# Республіка Соже
46°59′35″ пн. ш. 6°27′45″ сх. д. / 46.99305556° пн. ш. 6.4625° сх. д.
Республіка Соже (фр. La République du Saugeais) - мікронація, розташована в східній частині Франції, в департаменті Ду. Республіка складається з 11 муніципалітетів ,столиця - Монбенуа.

## Історія
У 1947 році префект департаменту Ду прибув в Монбенуа для участі в офіційних заходах. Префект пообідав в Hotel De l'Abbaye, що належав Жоржу Порше.
Жартома Порше запитав префекта: «Чи маєте ви дозвіл на в'їзд в Республіку Соже?» Префект попросив надати йому докладну інформацію про таємничу республіці, яку Порше придумав на місці. Префект відповів призначенням Порше президентом Вільної Республіки Соже.
Жорж Порше помер в 1968 році, і його дружина Габріелла спочатку була його наступником на посту президента. Вона пішла у відставку в 1970 році, але залишалася активною в Монбенуа, допомагаючи пароху зберегти монастир. Для збору коштів в 1972 році був організований фестиваль, під час якого Габріеллу Порше було обрано на підставі одностайного схвалення пожиттєвим президентом.
Президент Габріелла Порше призначає прем'єр-міністра, генерального секретаря, дванадцять послів і більше 300 почесних громадян.
Пісня, написана на франкопровансальском діалекті Langue Saugette в 1910 році Жозефом Ботійоном, була прийнята національним гімном республіки.
Банкноти республіки були випущені в 1997 році, а в 1987 році французької поштовою службою La Poste видана поштова марка, присвячена республіці.
Габріелла Порше померла 31 серпня 2005 року в віці 99 років. Її дочка Жоржетта Бертен-Порше стала її наступником на посту президента.